# لیپیتسا (توتین)
لیپیتسا (به صربی: Lipica) یک منطقهٔ مسکونی در صربستان است که در توتین، صربستان واقع شده‌است. لیپیتسا ۸۲ نفر جمعیت دارد.